# 恩格尔哈奇特滕
恩格尔哈奇特滕是奥地利下奥地利州根瑟恩多夫县的一个市镇。总面积65.66平方公里，总人口1897人，人口密度28.9人/平方公里（2005年）。